# Restless Wives
Restless Wives is een Amerikaanse dramafilm uit 1924 onder regie van Gregory La Cava. De film is wellicht zoekgeraakt.

## Verhaal
Polly vindt dat haar man James haar voor lief neemt. Als hij niet komt opdagen op hun huwelijksverjaardag, gaat ze bij weer haar vader wonen. James is radeloos en besluit haar te ontvoeren naar zijn hut in de bergen. Daar wordt hij neergeschoten door een dronken bediende. James stoot bij zijn val een petroleumlamp om en de hut vat vuur. Hij wordt gered door Polly en het echtpaar legt de ruzie weer bij.

## Rolverdeling
| Acteur          | Personage       |
| --------------- | --------------- |
| Doris Kenyon    | Polly Benson    |
| James Rennie    | James Benson    |
| Montagu Love    | Hugo Cady       |
| Edmund Breese   | Hobart Richards |
| Burr McIntosh   | Pelham Morrison |
| Coit Albertson  | Curtis Wilbur   |
| Naomi Childers  | Mevrouw Drake   |
| Maud Sinclair   | Mevrouw Cady    |
| Edna May Oliver | Secretaresse    |